# Завръщане в Батпещерата: Неволите на Адам и Бърт
„Завръщане в Батпещерата: Неволите на Адам и Бърт“ (на английски: Return to the Batcave: The Misadventures of Adam and Burt) е американски телевизионен филм от 2003 г., събиращ състава на сериала „Батман“ от 60-те години. В него участват Адам Уест и Бърт Уорд, играещи себе си, заедно с Джак Брюър и Джейсън Марсдън в ролите на младите Уест/Батман и Уорд/Робин в проблясъци в миналто. Първото му излъчване е по CBS на 9 март 2003 г.

## В България
В България филмът, преведен като „Завръщането на Батман: Приключенията на Адам и Бърт“, е излъчен за пръв път на 1 май 2010 г. от 23:00 по bTV Cinema. Дублажът е на студио Триада. Ролите се озвучават от артистите Даниела Горанова, Милица Гладнишка, Петър Върбанов, Иван Петков и Христо Бонин.
На 21 август същата година е излъчен от 21:00 по bTV Comedy.